# Gestaltpädagogik
Gestaltpädagogik ist eine Richtung der Pädagogik, die ihre Handlungskonzepte und theoretischen Grundüberlegungen und Begriffe aus der Gestalttherapie bezieht.
Erste Ansätze einer Gestaltpädagogik entstanden in den USA in den 1970er Jahren unter der Bezeichnung „confluent education“ unter dem Einfluss von George I. Brown. Gestaltpädagogik fördert ganzheitliches Lernen, da entsprechend der theoretischen Grundüberzeugung der Mensch nur als Selbst in einer Umwelt zu begreifen ist. Entsprechend dem Verständnis der Gestalttherapie vom Prozess von Selbst und Umwelt stehen auch in der Gestaltpädagogik zentrale Begriffe der Gestalttherapie im Vordergrund, beispielsweise Kontaktprozesse, Fremd- und Selbstunterstützung, Verantwortung.
Spannungsgeladen wird der Begriff der Gestaltpädagogik dann, wenn man, wie es Stefan Blankertz tut, den emanzipatorischen Charakter und die anarchistischen Wurzeln der Gestalttherapie berücksichtigt.
In Deutschland wird die Zeitschrift für Gestaltpädagogik herausgegeben. In Österreich wird vom Institut für Integrative Gestaltpädagogik und Seelsorge (IIGS) eine gestaltpädagogische Zeitschrift herausgegeben.